# 苏联民用航空部
苏联民用航空部（俄语：Министерство гражданской авиации СССР，简称）是苏联的一个政府部门。
航空部成立于1964年，前身是苏联国防部民用航空队总管理局。它所下属的苏联航空公司提供客运、货运及农业等航空服务。

## 历任部长
来源：
- 叶夫根尼·洛吉诺夫（1964年7月28日-1970年5月20日在任）
- 鲍里斯·布加耶夫（1970年5月20日-1987年5月4日在任）
- 亞歷山大・沃科夫（1987年5月4日-1990年3月29日在任）
- 鲍里斯·潘尤科夫（1990年4月18日-1991年8月28日在任）